# Elecciones parlamentarias de Transnistria de 2015
Las elecciones parlamentarias se celebraron en Transnistria el 29 de noviembre de 2015, junto con las elecciones municipales.

## Sistema electoral
Los 43 escaños del Consejo Supremo se eligen en distritos electorales uninominales mediante votación por mayoría absoluta.

## Campaña
Un total de 138 candidatos disputaron las elecciones.

## Resultados
Renovación ganó 35 de los 43 escaños en el Consejo Supremo, manteniendo su condición de gobierno mayoritario. El líder de Obnovlenie, Mikhail Burla, fue reelegido en el distrito electoral #34, al igual que el líder del PCP, Oleg Khorzhan, en el distrito electoral #40 (Tiraspol).
La participación general fue del 48,3%, y el distrito de Cámenca informó la participación más alta del 54,0%. La participación más baja fue en la ciudad de Bender, con una participación de solo el 42,7%.
| Partido | Partido        | Votos   | % | Escaños | +/– |
| --- | -------------- | ------- | - | ------- | --- |
| | Renovación     |         |   | 35      | +10 |
| | PCP            |         |   | 1       | 0   |
| | Proriv         |         |   | 0       | –1  |
| | Independientes |         |   | 7       | –9  |
| Total | Total          |         |   | 43      | 0   |
| |                |         |   |         |     |
| Total de votos                                                                                             | Total de votos | 205,229 | – |         |     |
| Fuente: Comité Electoral Central de Transdniéster Archivado el 27 de diciembre de 2015 en Wayback Machine. |                |         |   |         |     |